# Волков, Пётр Павлович
 Петр Павлович Волков (1924—1943) — участник Великой Отечественной войны, наводчик 45-мм орудия 84-го гвардейского истребительно-противотанкового дивизиона 75-й гвардейской стрелковой дивизии 17-го гвардейского стрелкового корпуса 13-й армии Центрального фронта, гвардии красноармеец, Герой Советского Союза (1943, посмертно).

## Биография
Пётр Павлович Волков родился в 1924 году. Воспитанник детдома. В армию призван в 1942 году.
Во время Курской битвы наводчик 45-мм противотанкового орудия гвардии красноармеец Волков П. П. сражался в составе расчёта гвардии младшего сержанта Петрова А. И. (командир), заряжающего гвардии красноармейца Чепрасова М. М., номеров расчёта гвардии красноармейцев Чичерина А. К. и Макарова. Расчёт действовал в составе батареи гвардии капитана Пахомова М. И. 84-го гвардейского отдельного истребительно-противотанкового дивизиона. В этом бою дивизион занимал позиции в передовой линии обороны 241-го гвардейского стрелкового полка 75-й гвардейской стрелковой дивизии.
На рассвете 6 июля 1943 года немецкие войска, введя в бой свежие крупные силы танков, продолжили наступление в районе станции Поныри. В наградном листе на гвардии красноармейца Волкова П. П. командир 84-го ГОИПТД гвардии капитан Пахомов М. И. написал :

6.VII в боях против немецко-фашистских войск на Орловско-Курском направлении Волков, находясь в составе расчёта гвардии младшего сержанта Петрова, по команде последнего под ожесточенным огнём противника выкатив пушку далеко вперёд за передний край нашей обороны и приблизившись на расстояние 100 метров к вражеским танкам типа «Тигр» бесстрашно вступил в бой с ними.
Ошеломлённые смелым и дерзким действием орудийного расчёта, в составе которого был Волков, фашисты бросили на него пять средних танков. Смело встретив атаку, расчёт уничтожил два танка, заставил остальных отойти назад.
Тогда фашисты, рассчитывая захватить расчёт, бросили на него до роты пехоты. Невзирая на огромное превосходство противника, расчёт стойко встретил врага и отразил все атаки противника, уничтожив более 100 гитлеровцев.

Взбешённые героизмом и стойкостью пяти советских воинов и понеся огромные потери от упорного сопротивления горстки храбрецов, фашисты пустили против расчёта три танка «Тигр». Наступая с трёх сторон вражеские танки огненным кольцом сжимали героический расчёт. Подбив один за одним два танка «Тигр», расчёт с пушкой был смят и раздавлен третьим танком, героически погибнув, но не пропустив врага вперёд.
Указом Президиума Верховного Совета СССР от 7 августа 1943 года за отвагу и героизм, проявленные в борьбе с немецко-фашистскими захватчиками гвардии рядовому Волкову Петру Павловичу присвоено звание Героя Советского Союза
.
П. П. Волков похоронен в братской могиле в селе Ольховатка (Поныровский район Курской области).
За этот бой Петрову А. И. и Чепрасову М. М. присвоено звание Героя Советского Союза (посмертно), Чичерин А. К. награждён медалью «За боевые заслуги».

## Награды
- Медаль «Золотая Звезда» № ---- Героя Советского Союза (7 августа 1943);
- орден Ленина.

## Память

- В посёлке Поныри Курской области создан мемориальный комплекс, в котором установлена стела с именем и портретом П. П. Волкова[5].
- На братской могиле в селе Ольховатка Поныровского района Курской области, где похоронен П. П. Волков, создан Мемориал героям Северного фаса Курской дуги.